# Rick Paul van Mulligen
Rick Paul van Mulligen,, né le 28 septembre 1981 à Uithuizen, est un acteur néerlandais.

## Filmographie

### Cinéma et téléfilms
- 2007 : Wolfsbergen (nl) : Le steward
- 2008 : Tiramisu : Joeri, le maquilleur
- 2008 : Hoe overleef ik mezelf? (film)fr=Hoe overleef ik mezelf? (nl) : Joost
- 2008 : Taxandria : Le monsieur
- 2010 : Annie MG (nl) : Felix
- 2010 : De vliegenierster van Kazbek (nl) : Paul
- 2011 : Midzomernacht (nl) : Frans
- 2011 : Het gordijnpaleis van Ollie Hartmoed : Julius Hartmoed
- 2011-2014 : A'dam - E.V.A. (nl) : Harm-Jan Nelissen
- 2013 : Charlie : Arend
- 2013-2014 : Sophie's Web (nl) : Max
- 2014 : Jeuk : Rick Paul
- 2014 : Toen was geluk heel gewoon (nl) : Jason
- 2015 : Jack bestelt een broertje (nl) : Erik de Perik
- 2015 : De prijs van de waarheid : Adam
- 2016 : Rundfunk : Brinte
- 2017 : Bella Donna's (nl) : Le rédacteur en chef
- 2017-2019 : Circus Noël (nl) : Le clown Maaiko
- 2018 : Taal is zeg maar echt mijn ding (nl) : Lasse
- 2018 : Grisse (en) : Daan (le gouverneur de Grisse)